# 康斯坦丁·萨米埃尔·拉菲内克-施马尔茨
康斯坦丁·萨米埃尔·拉菲内克-施马尔茨（法語：Constantine Samuel Rafinesque-Schmaltz，1783年10月22日—1840年9月18日），法國19世纪的博學家。他在动物学、植物学、气象学、地质学、人类学、语言学等方面作出很大的贡献，他通晓多种语言，在写作、翻译方面也有许多成就。他基本是自学成才的，但由于行为古怪而不受人们理解。

## 生平
他出生于君士坦丁堡郊区的加拉塔，父亲是来自马赛的法国商人，母亲是出生于伊斯坦布尔的德国人后裔，他童年是在马赛度过的，12岁时已经掌握了植物学用的拉丁语，并开始收集植物标本。
1802年，他19岁时前往美国，认识许多植物学家，1805年，回到欧洲，定居在西西里岛的巴勒莫经商，25岁时已经挣到足够他后半生从事研究的钱。1815年，他的儿子去世，他离开妻子，前往美国，但运他行李的船触礁沉没，他丧失了50箱书籍和超过6万件贝类标本。
在纽约，他成为1818年成立的《自然历史论坛》的创始人之一，他又收集了超过250件植物和动物标本。1819年，他被聘为特兰西瓦尼亚大学的植物学教授，同时业余教授法语和意大利语。1817年，他出版了《路易斯安那州植物》（Florula Ludoviciana），结果受到当时许多植物学家的批评，1826年，由于和校长争吵，他离开大学。他到了费城，完全依靠自己出资作公开演讲和出版书籍，1828年－1830年，出版了《药用植物，美国和北美药用植物手册》，1833年，出版了《拉方斯克植物标本》，描述了许多植物新种，并且为黑尾土拨鼠（Cynomys ludovicianus）、美国白足鼠（Peromyscus leucopus）和黑尾鹿（Odocoileus hemionus）确定了学名。
从1836年至1838年，他确认了几百个植物新属和几千个新种，但绝大部分并没有被科学界认可。
他当时认识到物种可能会进化形成新种，但没有能发展成一个系统的进化理论，他还研究了北美洲的一些印第安人部落的传说、语言和史前遗迹等。他在费城由于胃癌逝世，由他朋友把他安葬了，他生前收集的标本都被当成废物处理掉了。
1841年，托马斯·纳托尔为纪念他，将菊科的雪苣属（Rafinesquia Nutt.）以他命名。他去世后，他的著作越来越被科学界重视。

## 所命名的分類
（列表可能不完整）
- 29个康斯坦丁·萨米埃尔·拉菲内克-施马尔茨命名的生物分类